# Canal da Água Doce
O Canal da Água Doce, também conhecido como Canal da Água Fresca e atualmente conhecido como Canal de Ismaília, é um canal escavado por milhares de fellahin egípcios para facilitar a construção do Canal de Suez. O canal viaja de leste a oeste através da Província de Ismailia.
Foi escavado para fornecer água fresca à área árida, do Lago Timsah ao Suez e Porto Said. O canal facilitou o crescimento de assentamentos agrícolas ao longo do Canal de Suez, e é particularmente importante para o fornecimento de água para a cidade de Porto Said. tal como o Canal de Suez, foi projetado por engenheiros franceses; a construção durou de 1861 até 1863. Corre através do agora seco Uádi Tumilate, incorporando porções de um antigo Canal de Suez que existia entre o Cairo Antigo e o Mar Vermelho.

## Construção
Em Fevereiro de 1862, após milhares de trabalhadores escavarem 1,1 milhão de metros cúbicos, o canal alcançou o Lago Timsah. Assim que a água doce chegasse à área, mais trabalhadores poderiam ser (e foram) contratados para o projeto de construção do Canal de Suez. O canal também permitia o fácil transporte de materiais e alimentos com balsas viajando ao longo de suas vias estreitas.

## Batalha de El-Kasasin
A Batalha de El-Kasasin foi travada perto do Canal da Água Doce, em 28 de Agosto de 1882.

## Guerra Anglo-Egípcia
Menos de 100 anos depois, o canal já não fornecia água limpa e fresca, mas estava perturbadamente poluído. Durante a década de 1950, quando os soldados britânicos estavam estacionados na área, alguns se referiam ao canal como um esgoto a céu aberto. O pessoal da Força Aérea Real foi aconselhado a evitar o contato com a água e foi avisado de que o canal era o local onde os desertores acabariam. Quando a guerra se tornou especialmente sangrenta, entre movimentos de resistência nacionais e egípcios e soldados britânicos, de Outubro de 1951 a Janeiro de 1952, os restos mortais de alguns dos soldados britânicos que foram torturados e mortos acabaram no canal.